# Диатомова тиня
Диатомова тиня или диатомитова тиня е дълбоководна биогенна утайка от опаловите скелети на кремъчни водорасли, или от техни фрагменти и от черупки на радиоларии. В някои от тези водорасли се съдържат и черупки от фораминифери, спикули на морски гъби и различно количество на пирокластичен итеригенен материал. Диатомовата тиня е силно пореста. Цветът ѝ е светложълтеникав. Разпространена е в в Южното полукълбо.